# Amblydoras bolivarensis
Amblydoras bolivarensis és una espècie de peix d'aigua dolça de la família dels doràdids i de l'ordre dels siluriformes. Pot assolir fina a 10,2 cm de longitud total a l'estadi adult.
És un peix d'aigua dolça i de clima tropical de la conca del riu Orinoco a Sud-amèrica.